# Siganus argenteus

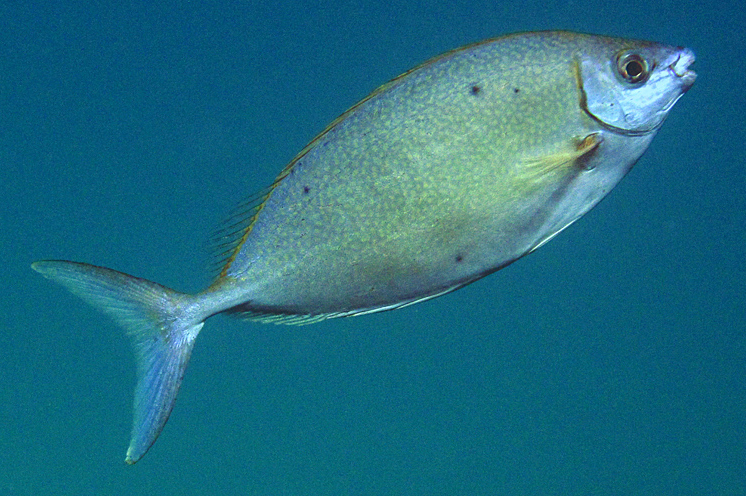
S. argenteus en la isla Lizard, Australia

Siganus argenteus es una especie de peces marinos de la familia Siganidae, orden Perciformes, suborden Acanthuroidei. 
Su nombre común es sigano veteado, y uno de los más comunes en inglés es Forktail rabbitfish, o pez conejo de cola horquillada.
Es una especie comercializada para consumo humano en algunos mercados de pescado de su rango de distribución. Los adultos se comercializan ocasionalmente, pero los pre-juveniles representan una breve, pero importante, pesca, cuando migran a los arrecifes. Se consumen frescos, en salmuera o en pasta de pescado.
También es utilizado en la medicina china.

## Morfología
El cuerpo de los sigánidos es medianamente alto, muy comprimido lateralmente. Visto de perfil recuerda una elipse. La boca es terminal, muy pequeña, con mandíbulas no protráctiles. 
La coloración base de la cabeza, el cuerpo y las aletas, es gris-azulada pálida. La parte superior y frontal de la cabeza tiene motas irregulares amarillas, del mismo color que un moteado irregular que cubre todo el cuerpo y el pedúnculo caudal. Tiene una línea, también amarilla, que recorre toda la base de la aleta dorsal. El vientre es plateado.  
Cambian su coloración a patrones con manchas o franjas irregulares, y moteado, en tonalidades oscuras, que les proporcionan un camuflaje estratégico, tanto cuando están estresados, como para dormir.
Cuentan con 13 espinas y 10 radios blandos dorsales, precedidos por una espina corta saliente, a veces ligeramente sobresaliente, y otras totalmente oculta. La aleta anal cuenta con 7 fuertes espinas y 9 radios blandos. Las aletas pélvicas tienen 2 espinas, con 3 radios blandos entre ellas, característica única y distintiva de esta familia. Las espinas de las aletas tienen dos huecos laterales que contienen glándulas venenosas.
El tamaño máximo de longitud es de 40 cm, aunque el tamaño medio es de 25 cm.

## Reproducción
Alcanzan la madurez al año de edad y con 20 cm de largo. Son dioicos, ovíparos y de fertilización externa. Los huevos son demersales, depositados en el fondo, y adhesivos. El desove se produce a media noche, en los meses calurosos, coincidiendo con el ciclo lunar. Cuando los huevos eclosionan los padres no cuidan a la prole.
Poseen un estado larval planctónico de unos 24 días de duración. Desarrollan un estado postlarval, característico del suborden Acanthuroidei, llamado acronurus, en el que los individuos son transparentes, y se mantienen en estado pelágico durante un periodo extendido antes de establecerse en el hábitat definitivo, y adoptar entonces la forma y color de juveniles.

## Alimentación
Son principalmente herbívoros, en un 70% de su dieta. Progresan de alimentarse de fitoplancton y zooplancton, como larvas, a alimentarse de macroalgas bénticas, algas filamentosas y pequeños invertebrados, como ejemplares de foraminíferos Calcarina sp.

## Hábitat y comportamiento
Habitan en aguas tropicales, asociados a arrecifes de coral costeros. Frecuentan zonas de corrientes en los extremos de los arrecifes. Normalmente ocurren en grandes escuelas que nadan deprisa sobre el sustrato, descendiendo al fondo ocasionalmente para alimentarse.
Los juveniles habitan en grandes agregaciones cerca de la superficie, a varios kilómetros de la costa, hasta que migran a los arrecifes, justo antes de la metamorfosis a adultos.
Su rango de profundidad es entre 0 y 40 metros, aunque lo habitual es encontrarlos entre 1 y 30 metros, llegando a localizaciones hasta los 57,9 metros, y en un rango de temperaturas entre 24.16 y 28.95 °C.
Es predado por el serránido Epinephelus merra.

## Distribución geográfica
Estos peces se encuentran en todo el océano Índico y el Pacífico, desde el este de África hasta Pitcairn.
Están presentes en la isla de Andamán, Australia, Camboya, islas Carolinas, Cocos, islas Cook, Chagos, Filipinas, Guam, Fiyi, India, Indonesia, Israel, Japón, Jordania, Kiribati, Madagascar, Maldivas, islas Marianas del Norte, islas Marquesas, islas Marshall, Mauricio, Micronesia, Mozambique, islas Ogasawara, Omán, Nauru, Niue, Nueva Caledonia, Palaos, Papúa Nueva Guinea, Pitcairn, Reunión, Rodriguez, islas Ryukyu, islas Salomón, Samoa, Seychelles, Somalia, Tahití, Taiwán, Tanzania, Tonga, Tuamotu, Tuvalu, Vanuatu, Vietnam y Yemen.

## Galería

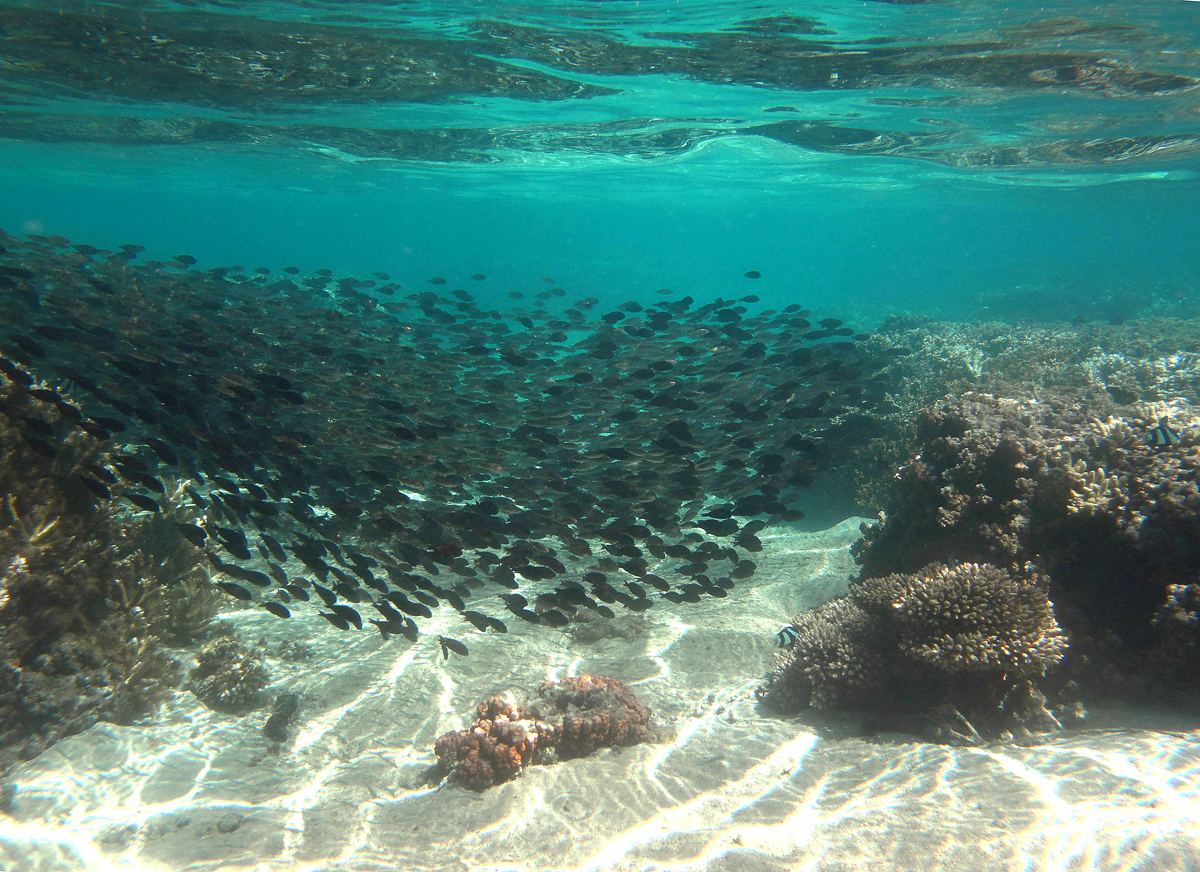
Colonización de laguna en Reunión por escuela de miles de juveniles de Ctenochaetus striatus y S. argenteus
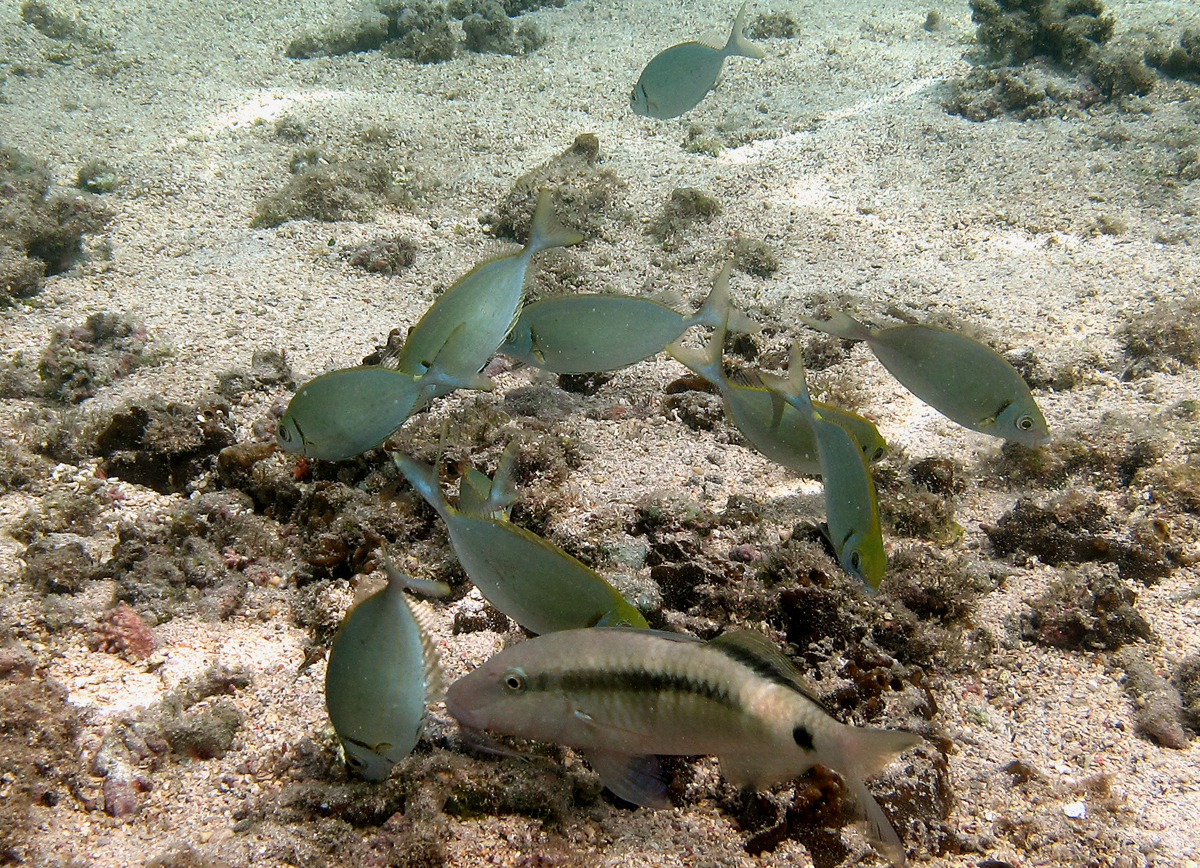
Grupo de S. argenteus en Reunión
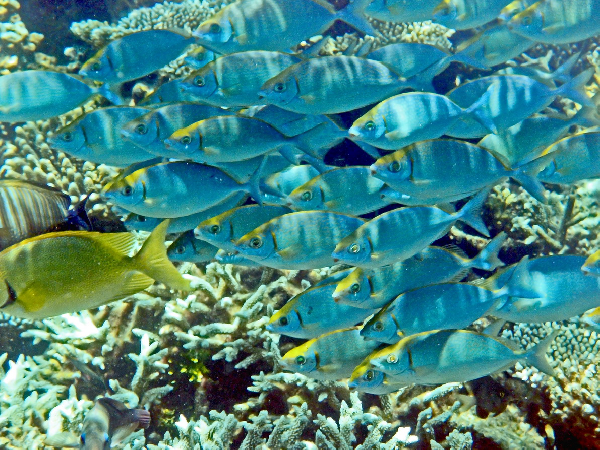
Escuela de S. argenteus en Mirihi, Maldivas
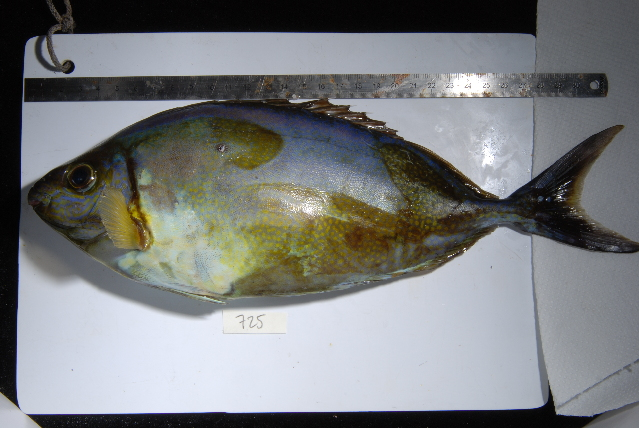
S. argenteus